# Epidendrum birostratum
Epidendrum birostratum är en orkidéart som beskrevs av Charles Schweinfurth. Epidendrum birostratum ingår i släktet Epidendrum och familjen orkidéer. Inga underarter finns listade i Catalogue of Life.